# Lista över biskopar i Västerås stift

## Biskopar i Västerås före och under reformationen
David av Munktorp (död 1082) har uppgetts vara den första Västeråsbiskopen, vilket dock avfärdats av moderna historiker. Stiftet hade flera biskopar under 1100-talet, men de är okända till namnet.
- Robertus 1219–1225
- Magnus 1232–1258
- Carolus 1258–1283
- Petrus 1284–1299
- Öiarus 1299
- Haquinus 1299–1300
- Nicolaus Catilli 1300–1308
- Israel Erlandi 1309–1328
- Egislus Birgeri 1329–1352
- Magnus Augustini 1353–1369
- Laurentius Boberg 1370
- Mathias Laurentii 1371–1379
- Hartlevus Hartlevi 1379–1383
- Beno Henrici Korp 1383–1394
- Nicolaus 1395–1403
- Andreas Johannis 1403
- Petrus Ingevasti 1403–1414
- Ingemarus Ingevaldi 1414
- Nafno Johannis Gyrstinge 1414–1421
- Olaus Jacobi Knob 1421–1442
- Achatius Johannis 1442–1453
- Petrus Mathiae de Vallibus 1453–1454
- Olaus Gunnari 1454–1461
- Benedictus Magni 1461–1462
- Birgerus Magni 1462–1464
- Ludechinus Abelis 1465–1487
- Olaus Andreae de Vallibus 1487–1501
- Otto Olavi (Svinhufvud) 1501–1522
- Petrus Jacobi Guti (Sunnanväder) 1523
- Petrus Magni / Peder Månsson 1523–1534

## Biskopar i Västerås under och efter reformationen
- Henricus Johannis / Henrik Jönsson 1534–1556
- Peder Swart (Petrus Andreae Niger) 1557–1562
- Johannes Nicolai Ofeegh 1562–1574
- Erasmus Nicolai Arbogensis 1574–1580
- Petrus Benedicti Ölandus 1583–1588
- Olaus Stephani Bellinus 1589–1606
- Nicolaus Petri 1606
- Vakant 1606-1608
- Olaus Stephani Bellinus 1608–1618
- Johannes Johannis Rudbeckius 1619–1646
- Olavus Laurentii Laurelius 1647–1670
- Nicolaus Johannis Rudbeckius 1670–1676
- Johannes Petri Brodinus 1677–1680
- Carolus Carlson 1680–1708
- Petrus Malmberg 1708–1710
- Matthias Iser 1711–1725
- Sven Cameen 1725–1729
- Nils Barchius 1731–1733
- Andreas Kallsenius 1733–1750
- Samuel Troilius 1751–1760
- Lars Benzelstierna 1760–1800
- Johan Gustaf Flodin 1800–1808
- Eric Waller 1809–1811
- Gustaf Murray 1811–1825
- Sven Wijkman Casparsson 1829–1839
- Gustaf Nibelius 1839–1849
- Christian Fahlcrantz 1849–1866
- Carl Olof Björling 1866–1884
- Gottfrid Billing 1884–1898
- Johan August Ekman 1898–1900
- Nils Lövgren 1900–1920
- Einar Billing 1920–1939
- John Cullberg 1940–1962
- Sven Silén 1962–1975
- Arne Palmqvist 1975–1988
- Claes-Bertil Ytterberg 1988–2008
- Thomas Söderberg 2008-2015
- Mikael Mogren 2015-